# クレール・ティスール
クレール・ティスール (仏: Clair Tisseur、1827年1月27日 - 1895年9月30日) はフランスの建築家、歴史家、詩人。教会建築を手掛けるほか、生地のリヨンの歴史研究家として多数の著書を残した。筆名としてニジェ・デュ・ピュスペル (Nizier du Puitspelu)、キャトリン・ビュニャール（Catherin Bugnard）などを用いた。

## 経歴
リヨンのグルネット通りで生まれる。ティスールは6人兄弟の末子だった。1857年1月10日、彼は30歳を前にしてリヨン建築学会の会員に選ばれる。1879年にはリヨンの伝統保存を目的とするグルギヨン・ピエール・プランテ・アカデミーを創設し、1886年にはリヨン科学芸術アカデミーの会員となった。クレール・ティスールは1895年にニヨンで没した。彼は建築家およびリヨン史家としてユニークな業績を残した。

## おもな建築作品

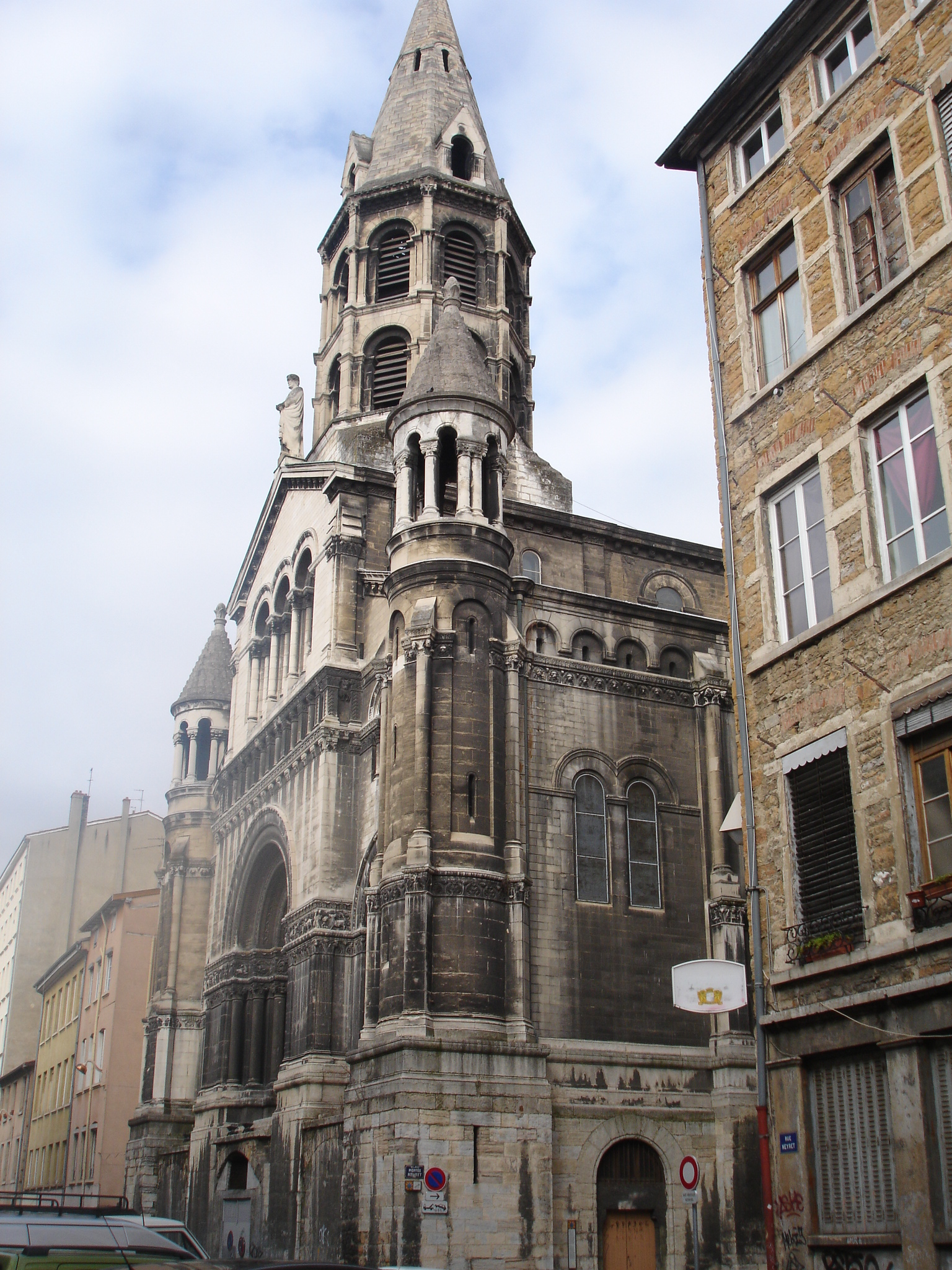
善き羊飼いの教会

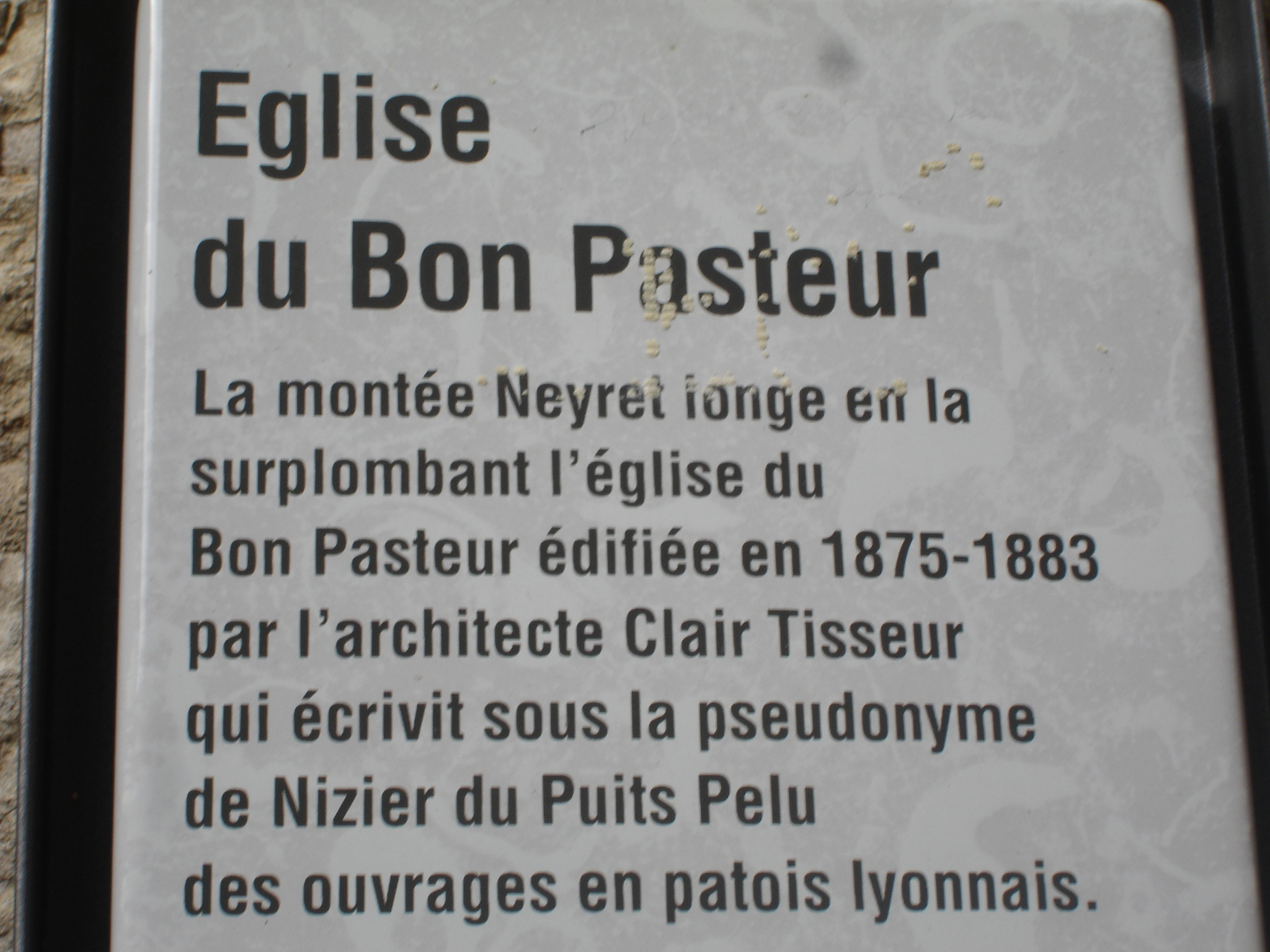
『善き羊飼いの教会』のプラーク。ボン・パスツール、すなわち善き羊飼いとはイエス・キリストを指し、羊のために命を捨てる羊飼いとして『ヨハネによる福音書』に登場する。

クレール・ティスールは、リヨンのいくつかの教会と2区にある市庁舎の設計を手がけている。
- サン＝ブリニェ教会（Église Saint-Clair de Brignais, ブリニェ）1859-62年建築
- サン＝ジャン・シャベイユ教会（Église Saint-Jean de Chabeuil, シャベイユ(ドローム県）1862年建築
- サン＝クロード・タサン教会（タサン＝ラ＝デミ＝リュヌ[7], ローヌ県）1866-68年建築
- サン＝マルタン・ドーリェナス教会（オーリェナス、鐘楼はジョゼフ＝エティエンヌ・マラヴァルの作。）
- サン＝ブランディーヌ教会（リヨン2区[8] (尖塔部分はマラヴァルの作）1863-69年
- 善き羊飼いの教会1875-83年
- サン＝ローラン・ダニー教会 (ローヌ県)年代不明
- サン＝フェレオール＝ディオロール教会 サン＝フェレオール＝ディオロール (オート＝ロワール県),
- レピュブリック通りに建ついくつかの住居

## 著書
ティスールは終生故郷のリヨンに情熱を傾け、リヨンの街の歴史、文化、言語の研究に勤しみ、多くの新聞記事やユーモアのある著書を著している。代表的なものには、1879年の「リヨンの古き佳きもの」（Les Vieilleries lyonnaise）、学術的な分野では建築関連の本のほか、地元のアルピタン語研究の成果として、1885年にリヨンの音韻に関する論文を発表し、1894年には著名なグランコート辞典を出版している。これはリヨンの方言についての辞書で、今では使われなくなった表現やユニークな逸話が載っており、100年以上経った現在でも版を重ねるロングセラーとなっている。ほかにも以下のような著書がある。
- Joseph Pagnon, lettres et fragments『ジョゼフ・パニョン、手紙とフラグメント』
- Le Testament d'un Lyonnais au s-|XVII|e『17世紀のリヨンの遺言』
- Marie Lucrèce ou le grand couvent de la Monnoie『マリー・ルクレスまたはモンソワの大修道院』
- Histoire d'André『アンドレの物語』※小説
- Lettres de Valère『ヴァレールの手紙』
- Benoît Poncet et sa part dans les grands travaux publics de Lyon『ブノワ・ポンセとリヨンのおもな公共事業における役割』
- Un Noël satirique en patois lyonnais『リヨンのパトワによる風刺的なクリスマス』 (1882年[13]）
- Des verbes dans notre bon patois lyonnais『わたくしたちの佳きリヨンのパトワ動詞』
- Les Oisivetés du sieur du Puitspelu, Lyonnais『お暇なリヨンのピュスペル領主』
- Très humble traité de phonétique lyonnaise『リヨンの音韻学に関する非常に質素な論文』
- Sur quelques particularités curieuses du patois lyonnais『リヨンのパトワの風変わりな特性について』
- Poésies de Jean Tisseur『ジャン・ティスール詩集』
- Vieilles choses et vieux mots lyonnais『リヨンの古き物と古き言葉』
- Les Histoires de Puitspelu, Lyonnais『リヨンのピュスペルの物語』
- Fragments en patois du Lyonnais『リヨンのパトワのフラグメント』
- Pauca Paucis[14]『パウカ・パウチス』※詩集。ラテン語で”いくつか”の意味、1894年
- Dictionnaire étymologique du patois lyonnais 『リヨン・パトワ語源辞典』[15]1890年
- Un conte en patois lyonnais du commencement du siècle『世紀初頭のリヨン・パトワの物語』
- Modestes observations sur l'art de versifier 『芸術についてのささやかな観察』[16]1893年
- Au hasard de la pensée『ふと思いついて』※回想録
- Biographie d'Antoine Chenavard, architecte『建築家アントワーヌ・シュナーヴァルの伝記』※リヨン科学アカデミーの受賞スピーチ
- Biographie de Morel de Voleine『モレル・ド・ヴォレーヌ[17]の伝記』※Clément Durafor名義による
- Les Coupons d'un atelier lyonnais『リヨン工房の優待券』※没後出版

## ギャラリー

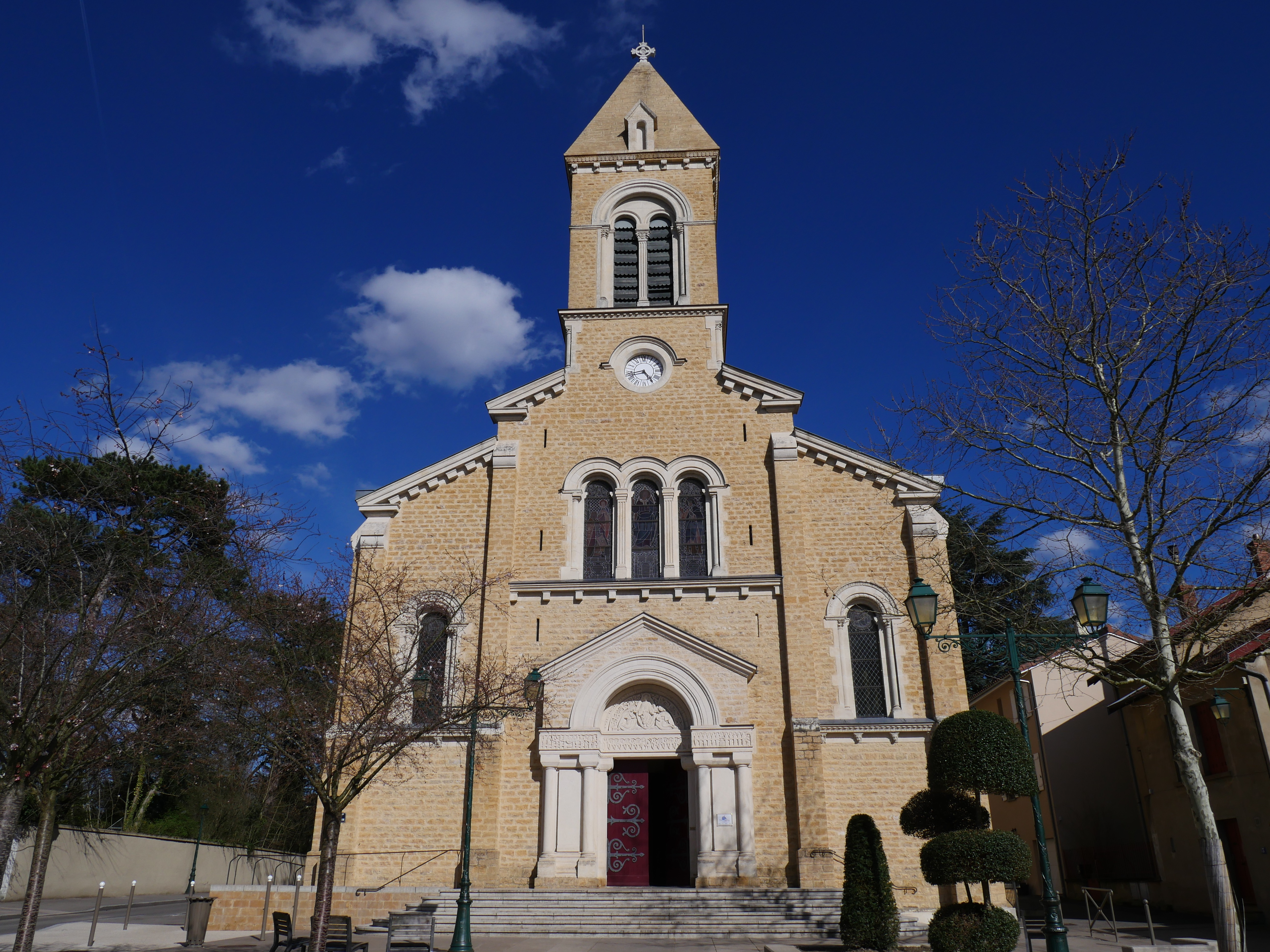
サン＝クロード・タサン教会
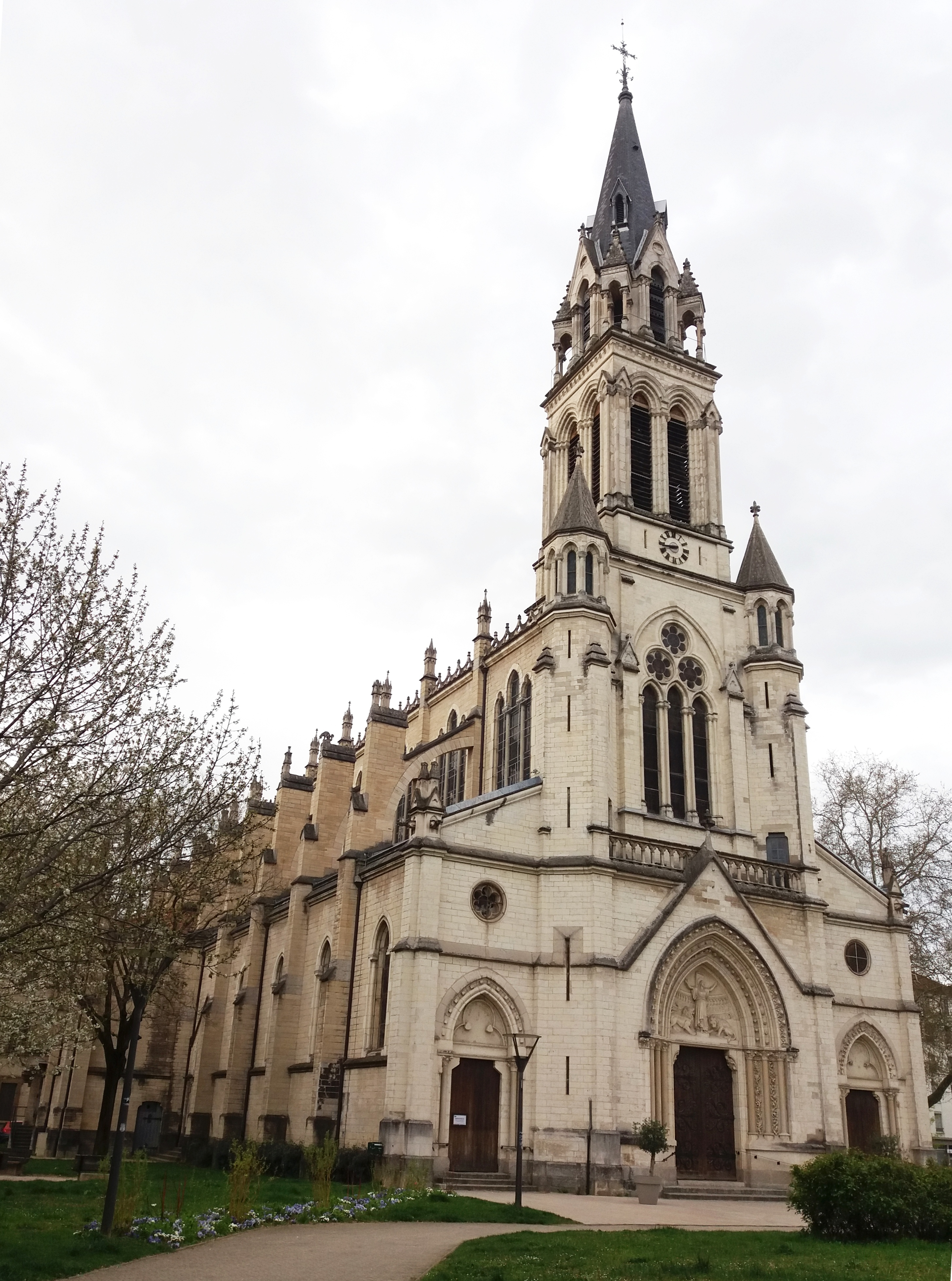
サン＝ブランディーヌ教会
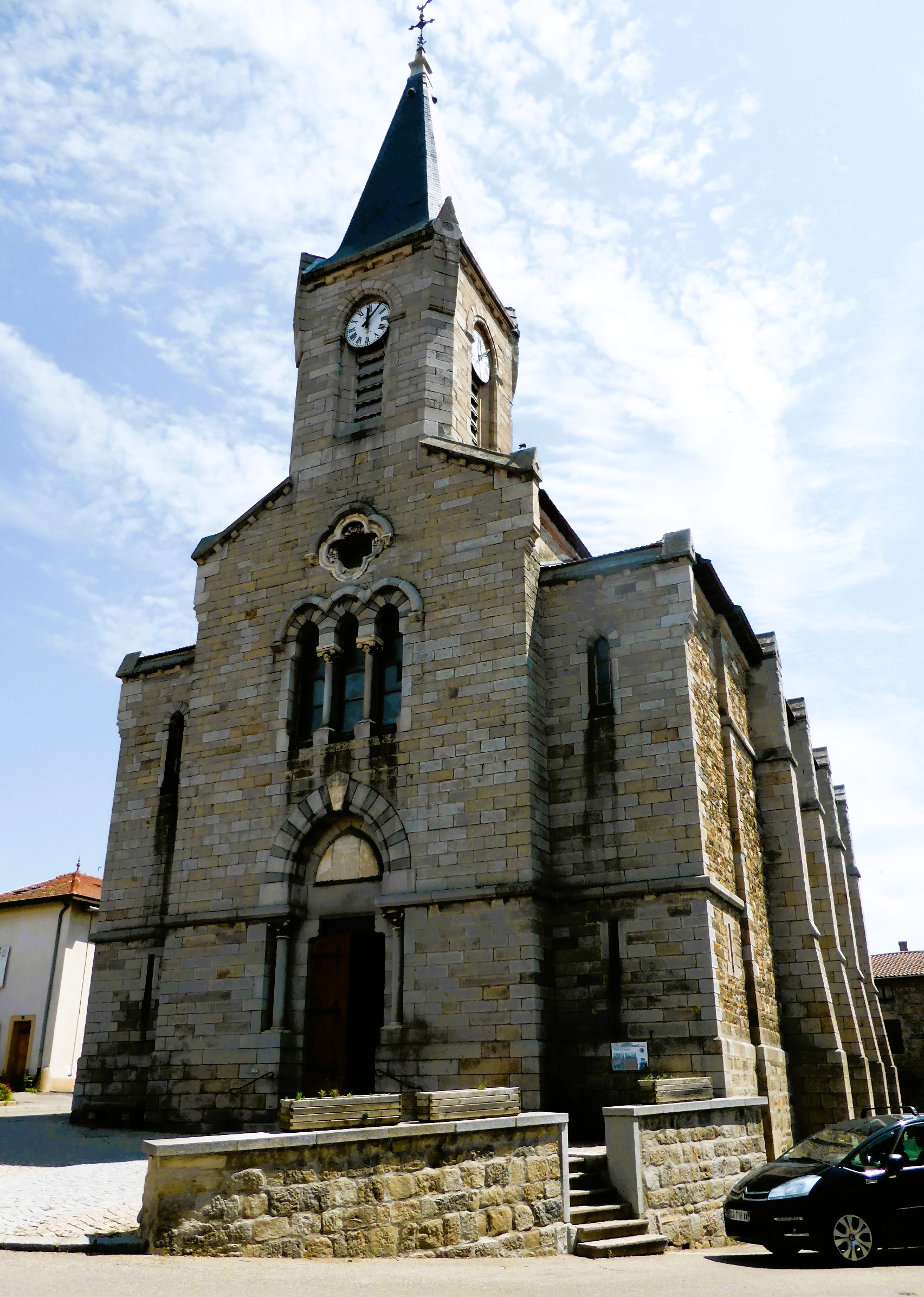
サン＝ローラン・ダニー教会
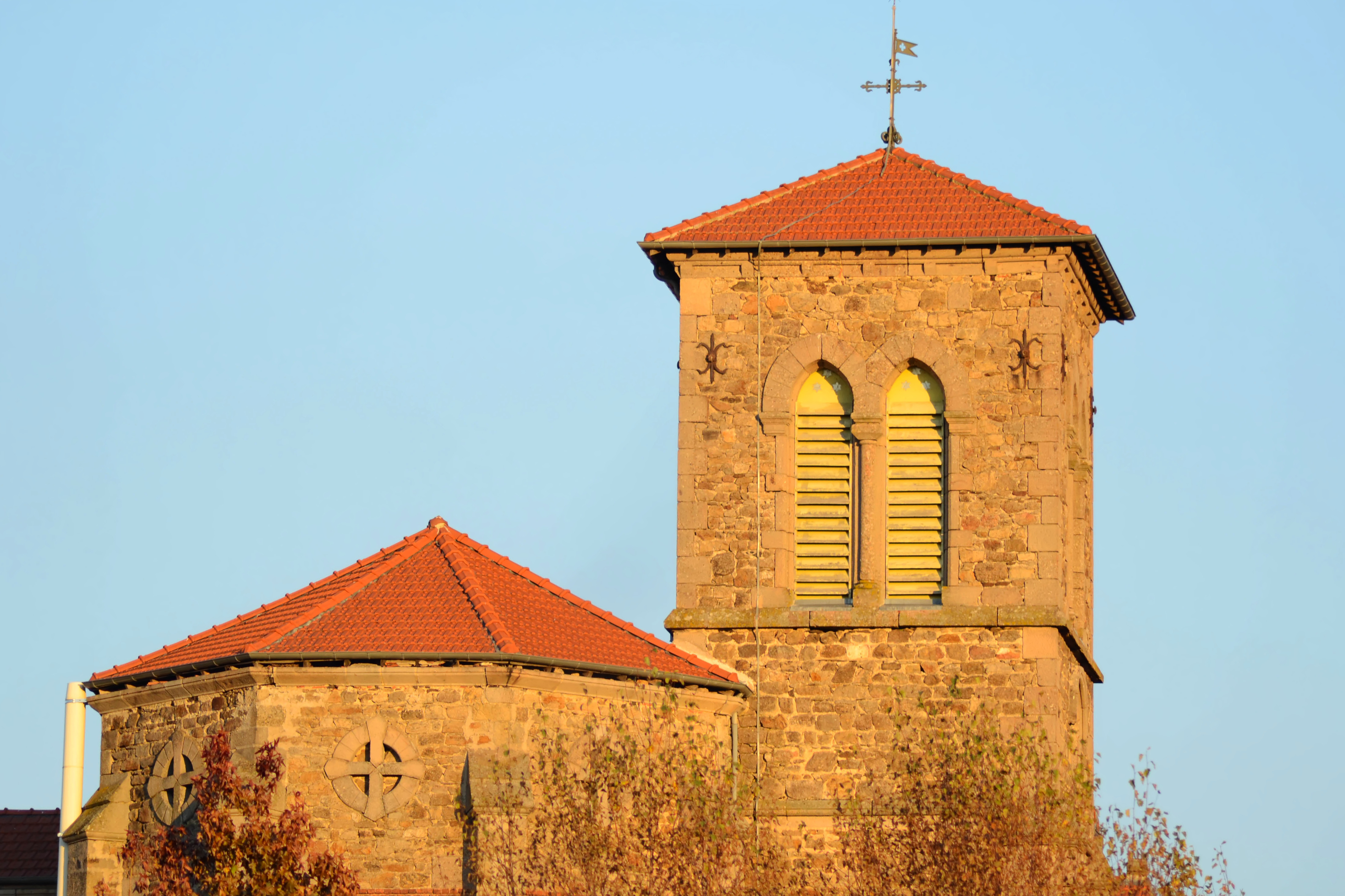
サン＝フェレオール＝ディオロール教会

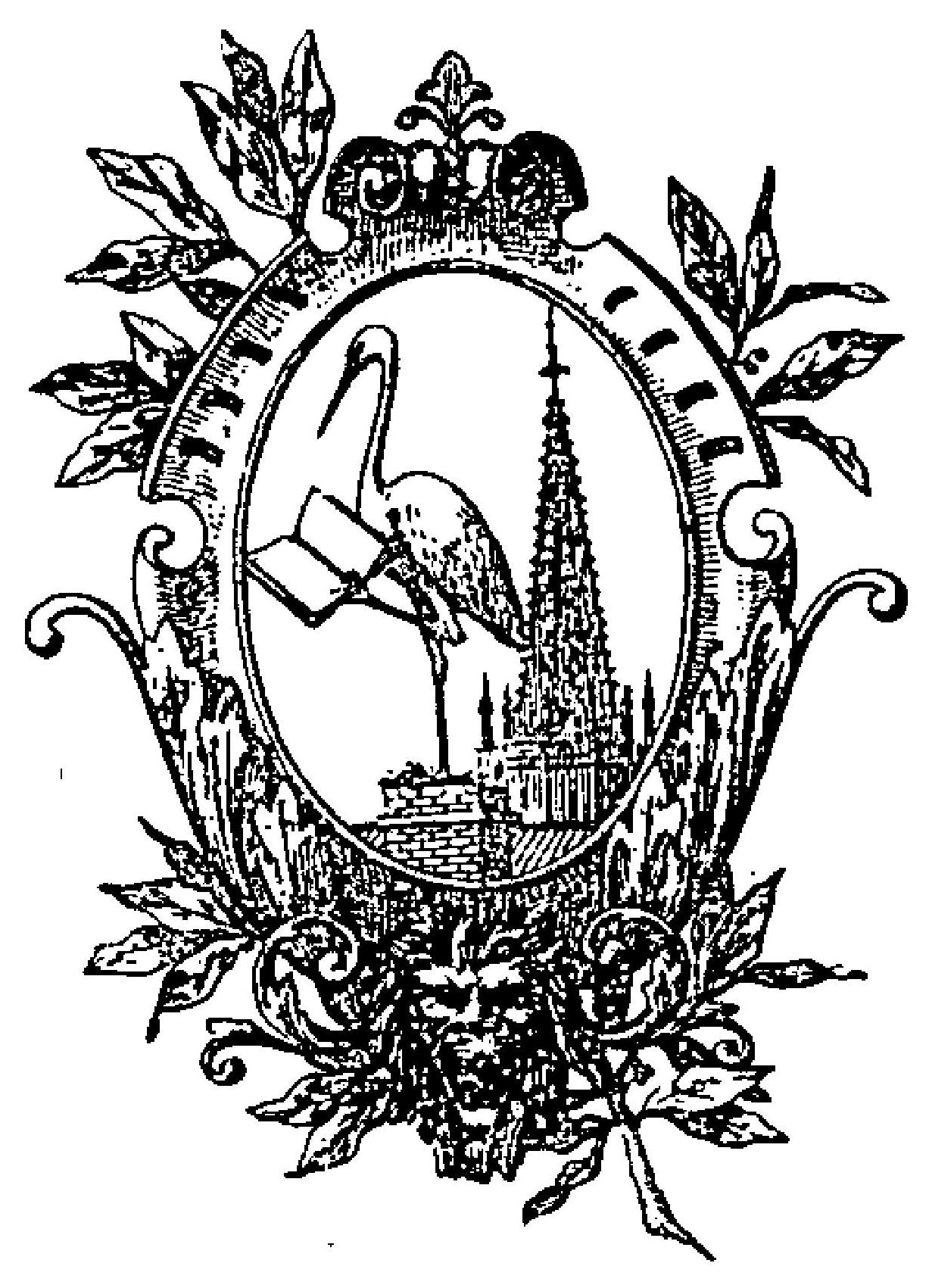
『グランコート辞典』扉絵（1903年刷）
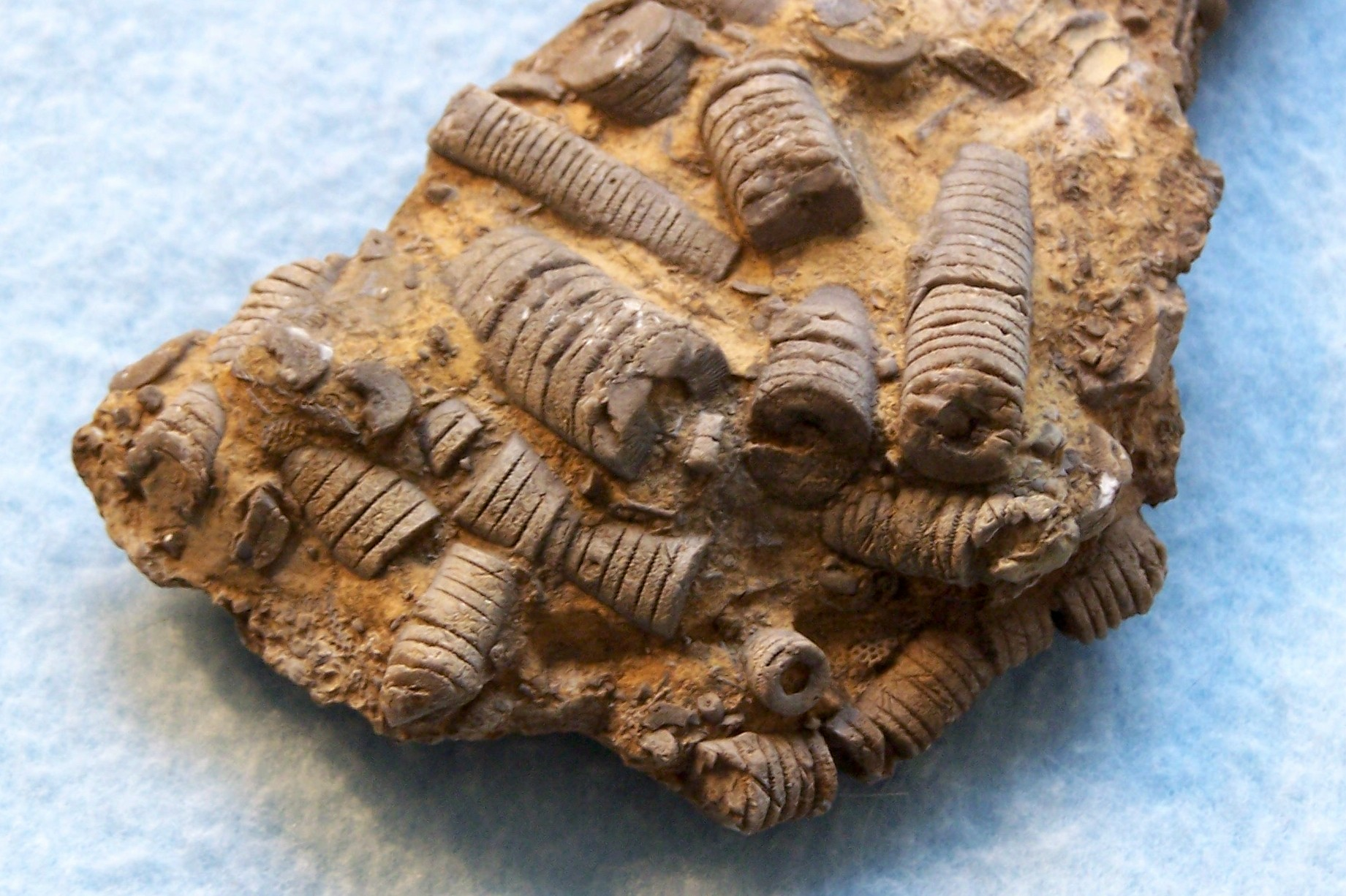
ティスールがサン＝ブランディーヌ教会の石材に指定した黄金の石と呼ばれるクリノイド石灰岩。ウミユリ類の化石で組成され、含有する酸化鉄により赤味を帯びている。
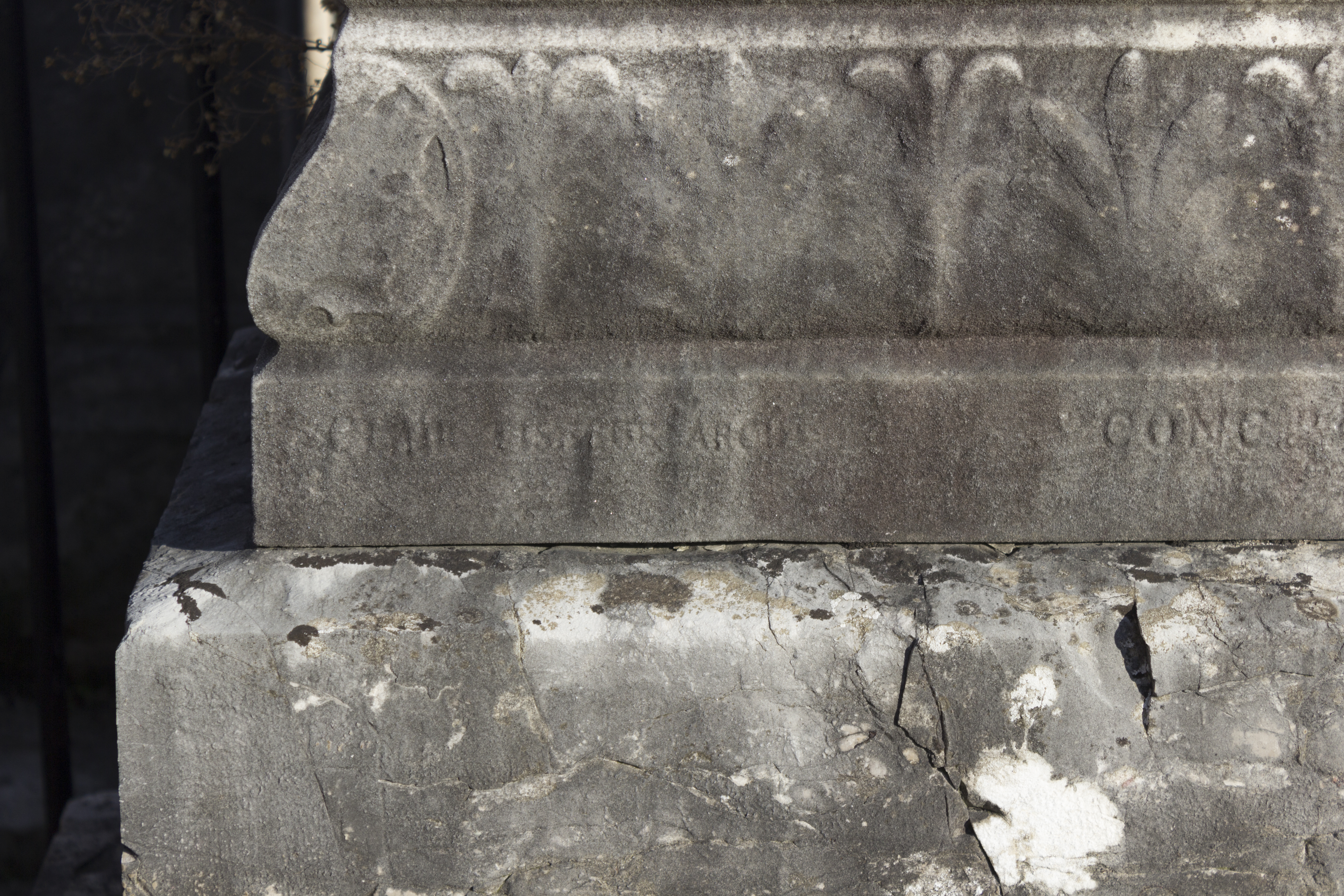
ティスールがデザインしたキャナ・ド・シジ家の墓碑。≪Clair Tisseur Architecte≫（クレール・ティスール 建築家）の碑文が刻まれている。
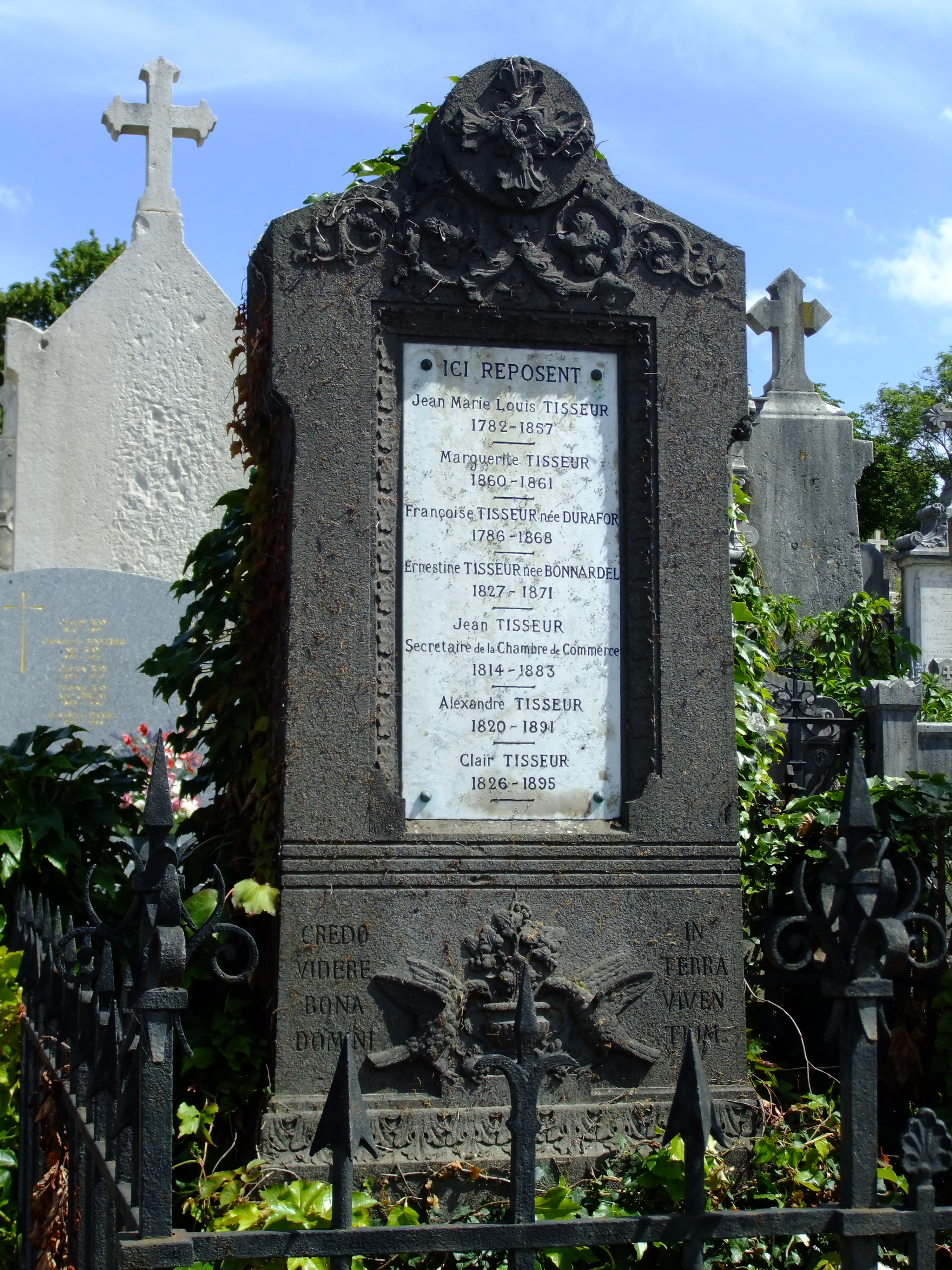
ティスール家の墓碑（サン＝フォワ＝レ＝リヨン墓地）